# Volo MacRobertson Miller Airlines 1750
Il 31 dicembre 1968 un Vickers Viscount, operante il volo MacRobertson Miller Airlines 1750, partì da Perth, nell'Australia Occidentale, lungo una rotta di 724 miglia nautiche (1 341 km) verso Port Hedland. L'aereo si schiantò a 28 miglia nautiche (52 km) prima di arrivare a destinazione uccidendo tutte le ventisei persone a bordo. Più della metà dell'ala destra, dal motore interno all'estremità dell'ala, compreso il motore esterno e l'elica, si staccarono dal resto dell'aereo in volo e colpirono il suolo a una distanza significativa dal relitto principale. Le indagini del Dipartimento dell'aviazione civile australiano e della British Aircraft Corporation conclusero che una misteriosa azione durante la manutenzione portò alla formazione di una vasta frattura nel longherone destro causata dal fenomeno del cedimento a fatica. Questo incidente rimane il terzo peggior incidente nella storia dell'aviazione civile australiana.

## L'aereo
L'aereo era un Vickers Viscount 720C prodotto nel 1954 con numero di serie 45. Fu immediatamente acquistato da Trans Australia Airlines ed entrò in servizio in Australia come VH-TVB. Nel 1959 apparve al Farnborough Airshow di quell'anno. Fu venduto ad Ansett-ANA nel 1962 e ri-registrato come VH-RMQ. Nel settembre 1968 l'aereo fu trasferito nell'Australia Occidentale e operato dalla MacRobertson Miller Airlines, allora sussidiaria di Ansett-ANA.
Nel 1958 l'operatore Trans Australia Airlines sostituì entrambi i longheroni inferiori interni. Nel 1964 il nuovo proprietario, Ansett-ANA, li sostituì una seconda volta. Nel febbraio 1968 l'aereo divenne il primo Viscount australiano a raggiungere le 30.000 ore di volo. Venne ispezionato per l'ultima volta da Ansett-ANA nel maggio 1968, quando aveva effettuato 7.169 voli dalla sostituzione del longherone inferiore del 1964. Volò altre 922 volte prima dell'incidente.
Al 31 dicembre 1968 l'aereo aveva effettuato 25.336 voli per un totale di 31.746 ore. Dalla sua precedente revisione completa aveva effettuato 6.429 voli per 7.188 ore.

## Il volo
Il volo MacRobertson Miller Airlines 1750, registrato VH-RMQ, decollò dall'aeroporto di Perth alle 08:36 ora locale. A bordo c'erano due piloti, due assistenti di volo e ventidue passeggeri. L'aereo salì a un'altitudine di 19.000 piedi (5.800 m) per il volo della durata di 189 minuti.
Alle 11:34 il pilota comunicò che l'aereo era a 30 miglia nautiche (56 km) dalla sua destinazione e che aveva superato l'altitudine di 7.000 piedi (2.100 m) in discesa verso l'aeroporto di Port Hedland. Questo fu l'ultimo contatto con il Viscount che quattro secondi dopo la fine della trasmissione subì il distacco parziale dell'ala destra. 26 secondi dopo la fusoliera dell'aereo colpì il suolo.
Due testimoni a terra, rispettivamente da una distanza di 4,5 miglia (7,2 km) e 6,5 miglia (10,5 km), videro l'aereo mentre stava precipitando, ma a causa dell'orografia del terreno non riuscirono a scorgere l'impatto. Quando l'equipaggio dell'aereo non rispose ad ulteriori chiamate radio, l'ente di controllo del traffico aereo inviò un Cessna 337 dall'aeroporto di Port Hedland alle 12:12 per effettuare un rilievo. Undici minuti dopo il pilota del Cessna riferì di aver avvistato il relitto in fiamme. Mandarono così una squadra di terra sul luogo dell'incidente un'ora dopo che confermò che nessuno degli occupanti era sopravvissuto all'impatto.

## Il relitto
L'aereo si schiantò sulla stazione Indee su un terreno roccioso pianeggiante con vegetazione composta da erba spinifex e alcuni alberi rachitici. Il relitto si era sparso su un'area di circa 7.750 piedi (2.360 m) di lunghezza e 2.500 piedi (760 m) di larghezza.
Gli investigatori osservarono immediatamente che metà dell'ala destra, il suo motore più esterno e l'elica erano vicini tra loro e a circa 3.000 piedi (910 m) dal relitto principale. La semiala era affondata nel terreno roccioso a causa dell'impatto, ma era chiaro che il longherone principale dell'ala si era fratturato in volo causando l'immediato distacco di questa sezione dal resto dell'aereo.

## Le indagini
Un'indagine dettagliata delle due superfici della frattura mostrarono che la fatica del metallo aveva causato l'estensione di crepe attraverso il braccio inferiore (o flangia inferiore ) del longherone principale dell'ala destra fino a interessare circa l'85% dell'area della sezione trasversale. Con tutta questa parte del braccio inferiore colpito, l'ala non poteva più sostenere il peso dell'aereo; il braccio inferiore si spezzò improvvisamente in due e la metà esterna dell'ala destra si separò dalla metà interna.
Il ciclo vitale del braccio inferiore nell'ala interna solitamente era di 11.400 voli. Un paio di nuovi bracci inferiori interni erano stati installati nel VH-RMQ nel 1964 ed erano stati in servizio per soli 8.090 voli. L'indagine si concentrò sulla determinazione del motivo per cui la parte interna inferiore aveva ceduto al 70% del suo ciclo vitale.
La crepa che si era formata nel braccio inferiore interno era stata provocata da un foro per bulloni, il più arretrato degli altri cinque fori, presso la Stazione 143 per il fissaggio della gondola motore interna al longherone inferiore. Questi fori avevano un diametro di 2,22 cm ed erano stati anodizzati per resistere all'usura e alla corrosione. Una boccola di acciaio cadmio lunga 1 pollice (4,13 cm), smussata a un'estremità, era stata pressata in ciascun foro. Ogni boccola era un accoppiamento con interferenza nel foro per migliorare la resistenza alla fatica e aumentare sostanzialmente la vita del longherone inferiore interno.
Gli investigatori stabilirono che alcuni anni prima dell'incidente, la boccola alla stazione 143 era stata spinta verso l'alto in modo che lo smusso e 1,40 mm (1,40 mm) della porzione a lati paralleli sporgessero oltre la superficie superiore del braccio. L'estremità esposta della boccola venne quindi colpita con uno strumento conico applicato al foro. Questa azione svasò leggermente l'estremità esposta e lasciò il diametro esterno di 0,0038 pollici (0,097 mm) sovradimensionato. La boccola venne poi spinta verso l'alto fuori dal foro e reinserita dalla superficie inferiore. Mentre la boccola veniva reinserita, la sua estremità svasata brocciò il materiale anodizzato e una piccola quantità di alluminio dalla parete del foro. Questa azione di brocciatura lasciò un segno sulla parete del foro e il diametro leggermente sovradimensionato in modo che la boccola ad interferenza non si adattasse da nessuna parte tranne che alla sua estremità svasata. La rigatura della parete del foro e l'assenza di un accoppiamento con interferenza lasciò il braccio inferiore interno vulnerabile allo sviluppo di crepe da fatica.
Nonostante le indagini approfondite non fu possibile determinare quando, perché o da chi, la boccola della Stazione 143 fosse stata svasata con uno strumento conico, rimossa e poi reinserita nel foro del bullone. Gli investigatori non potevano immaginare circostanze in cui un operatore responsabile avrebbe agito in questa maniera.
Circa 5000 voli dopo l'installazione dei nuovi bracci inferiori interni nel 1964, iniziarono a svilupparsi numerose crepe da fatica nei bordi anteriori e posteriori del foro. Queste due crepe crebbero fino a interessare l'85% dell'area della sezione trasversale del braccio inferiore interno alla stazione 143.
Sette settimane dopo l'incidente il ministro dell'Aviazione Civile, Reg Swartz, disse che l'incidente era stato causato dall'usura del metallo e che non riteneva necessario nominare un tribunale per indagare sull'incidente Questa posizione venne contestata dal portavoce dell'opposizione per l'aviazione, Charlie Jones.
La British Aircraft Corporation effettuò diversi test; una boccola venne leggermente svasata con uno strumento conico e pressata in un foro in un campione della stessa lega di alluminio del boma inferiore interno. Ciascun campione venne poi sottoposto a sollecitazioni alternate. Questi test dimostrarono che l'eliminazione dell'accoppiamento con interferenza mediante l'inserimento di una boccola svasata identica a quella trovata nel relitto di VH-RMQ ridusse sostanzialmente la vita media del componente fino al cedimento del boma, probabilmente fino al 50%.
L'indagine del Dipartimento australiano dell'aviazione civile venne terminata nel settembre 1969 e concluse:
Quando il ministro presentò la relazione in parlamento nel settembre 1969, Jones richiese nuovamente un'inchiesta pubblica.

## Le scatole nere
Il velivolo era dotato di un registratore di dati di volo e di un registratore di suoni in cabina di pilotaggio. Il registratore di volo funzionava, avendo registrato pressione dell'altitudine, velocità indicata, accelerazione verticale e direzione magnetica fino al momento dell'impatto con il terreno. Il registratore di suoni della cabina di pilotaggio rimase leggermente danneggiato nell'impatto e nel successivo incendio, ma non ci furono danni alla registrazione delle comunicazioni radio dall'aereo durante gli ultimi 30 minuti del volo. Anche i rumori ambientali nel cockpit si erano preservati rivelando il momento preciso in cui la frequenza e il volume del rumore aumentarono all'improvviso, in corrispondenza delle rotture che il velivolo subì in volo.

## Design sicuro
L'ala del Viscount sfruttava un unico longherone principale costituito da una sezione centrale nella fusoliera, due sezioni interne e due sezioni esterne. Il longherone principale comprendeva un boma superiore, un'anima di taglio e un boma inferiore. Il velivolo era stato progettato e omologato secondo il principio di una vita sicura. Prima che un componente raggiunga il suo limite di sicurezza, doveva essere rimosso dall'aeromobile e ritirato. Al momento dell'incidente la vita di pensionamento del braccio inferiore nella sezione centrale era di 20.500 voli; la sezione inferiore interna era di 11.400 voli, mentre quella inferiore esterno era di 19.000 voli. La vita utile dei longheroni dei piani di coda orizzontali e dello stabilizzatore verticale era di 30.000 voli.
La durata del longherone alare di un aeroplano da trasporto, omologato secondo il principio della vita sicura, si basa su un fattore di sicurezza applicato ai dati ottenuti dalle prove di volo e alle informazioni sulle proprietà del materiale del longherone. La vita media di 11.400 voli del braccio inferiore interno del Viscount si basava su fattori di sicurezza di 3,5 per il ciclo terra-aria-terra e 5,0 per danni da fatica dovuti a raffiche atmosferiche. Questi fattori di sicurezza erano tipici di questa classe di aeroplani. Una riduzione del 50% del tempo medio fino al cedimento non spiega adeguatamente perché la sezione interna inferiore di VH-RMQ avrebbe dovuto cedere prima del "pensionamento". In previsione che la media delle raffiche atmosferiche in Australia possa influire maggiormente sul Viscount rispetto ad altre zone climatiche, è stata misurata nei 14.000 voli dei Viscount in Australia prima del 1961. Il Dipartimento dell'Aviazione Civile accettò il ritiro del Viscount come compatibile con lo spettro delle raffiche atmosferiche che questi velivoli avrebbero incontrato durante le loro operazioni in Australia.
I requisiti di aeronavigabilità applicabili ai Vickers Viscount e ad altri velivoli della categoria di trasporto "safe life" non richiedevano la determinazione della vita di pensionamento tenendo conto di un difetto grossolano imprevedibile del tipo inflitto all'ala del VH-RMQ dall'inserimento della boccola svasata. Allo stesso modo, i requisiti di manutenzione per l'aeronavigabilità non richiedevano ispezioni periodiche per crepe da fatica nei longheroni delle ali.
VH-RMQ era stato ispezionato da Ansett-ANA nel maggio 1968, 922 voli prima dell'incidente, ma in questa ispezione non era un requisito che la struttura alare dovesse venire smontata per consentire l'accesso ai bracci inferiori. Anche se l'ala fosse stata smontata è improbabile che si sarebbero potute rilevare le crepe che si irradiavano dal foro del bullone danneggiato.
All'inizio della produzione dei Viscount il rinnovo dei longheroni inferiori interni includeva l'installazione di nuovi raccordi di montaggio per poter fissare la parte posteriore delle due gondole motore entrobordo ai longheroni inferiori. Vennero forniti nuovi raccordi senza fori preforati e i fori sono stati praticati durante l'installazione per allineare correttamente la gondola motore con l'ala. Tuttavia, dopo una notevole esperienza in servizio del processo di rinnovo del braccio, la British Aircraft Corporation modificò la procedura per consentire il riutilizzo dei raccordi posteriori dell'alloggiamento del motore. Il riutilizzo dei vecchi raccordi si basava sui fori esistenti allineati strettamente con le boccole nei nuovi bracci inferiori interni. Quando furono installati nuovi longheroni inferiori interni nel VH-RMQ nel 1958, furono installati anche nuovi raccordi di montaggio posteriore della gondola motore, ma quando vennero installati altri longheroni nel 1964, i raccordi installati per la prima volta nel 1958 furono riutilizzati. Nell'ala destra del relitto di VH-RMQ è stato riscontrato un problema iniziale nel tentativo di allineare i cinque fori del vecchio raccordo con le boccole del nuovo longherone.  I fori di tre boccole erano stati incisi con un trapano, probabilmente mentre il personale di manutenzione stava cercando di allineare tre dei fori in modo sufficiente da poter inserire i bulloni di fissaggio. The attachment bolts were 5/16 inch diameter.|group=Note}} L'uso di un trapano attraverso gli spazi tra i fori alla stazione 143 potrebbe aver indebolito il metallo in quella sezione dando il via ad una sequenza di azioni che portò alla formazione dei danni alla parete del foro.

## Conseguenze
Immediatamente dopo l'incidente il Dipartimento dell'Aviazione Civile mise temporaneamente a terra tutti i Viscount Tipo 700 registrati in Australia. Il fermo temporaneo dei Viscount registrati in Australia fu infine reso permanente, in attesa di ulteriori indagini sulla causa dell'incidente.
Il cedimento per fatica dell'ala di VH-RMQ sollevò immediatamente dei dubbi sulla validità della vita di pensionamento del longherone inferiore interno del Tipo 700, così la British Aircraft Corporation e l'UK Air Registration Board (ARB) presero la precauzione di ridurre la vita da 11.400 voli a 7.000. Ciò portò presto la British Aircraft Corporation ad ottenere un numero di bracci inferiori interni con un tempo di servizio superiore a 7.000 voli. Diciannove boma ritirate dal servizio vennero esaminate nel dettaglio. Sedici contenevano crepe da fatica minori in vari punti critici. La crepa più lunga era di 0,054 pollici (1,37 mm) in un braccio rimasto in servizio per 8.194 voli. Queste prove convinsero la British Aircraft Corporation e l'UK Air Registration Board che il boma inferiore interno non possedeva la resistenza alla fatica originariamente prevista, quindi la vita precauzionale di 7.000 voli venne resa permanente.
Al verificarsi di questo incidente, il numero di vittime lo rese il terzo peggior incidente dell'aviazione civile in Australia, uno status mantenuto ancora oggi. Gli altri due incidenti causarono 29 morti ciascuno: l'incidente del DC-4 della Australian National Airways del 1950 e il volo Trans Australia Airlines 538 del 1960.